# Cónclave de 1669-70
El cónclave papal de 1669-1670 (21 de diciembre - 29 de abril) se convocó a la muerte del papa Clemente IX y culminó con la elección del cardenal Emilio Altieri como papa Clemente X. 
La elección supuso una deferencia dentro del Colegio Cardenalicio hacia Luis XIV de Francia y la libertad de los cardenales leales a España para votar según su conciencia. Finalmente, el anciano Altieri fue elegido con el apoyo de las principales facciones del Colegio.

## Contecto
Clemente IX nombró principalmente cardenales italianos para el colegio, y solo nombró a un cardenal francés y a uno español cuando necesitó su ayuda para repeler una invasión del Imperio Otomano en Creta. Nombró cardenales a sus amigos, y siete de los doce que nombró provenían de su Toscana natal. Clemente no se sintió obligado a nombrar a un cardenal alemán porque el Sacro Emperador Romano Germánico le había solicitado su ayuda en Hungría. A los pocos días de su muerte, Clemente IX había nombrado siete cardenales más, lo que elevó el número de electores potenciales a su máximo de setenta.
Durante su pontificado, Clemente se esforzó diplomáticamente por atraer a las naciones de Europa Occidental a la defensa de Creta. Los otomanos planeaban avanzar sobre Candia, la capital de la isla, de propiedad veneciana. Intervino en la Guerra de Devolución y ayudó a negociar la paz, lo que aumentó la probabilidad de que España y Francia]] ayudaran a Creta. Los franceses enviaron inicialmente una pequeña fuerza para ayudar a Creta en 1668, antes de aumentar su despliegue de tropas en 1669. Esto afectó el resultado del avance otomano, que capturó Candia en septiembre de 1669.
Dentro del Colegio Cardenalicio se desarrolló una facción de cardenales no leales a ninguna de las monarquías católicas; se les llamó el Squadrone Volante y surgieron durante el cónclave de 1655. El nombre, que se traduce como "Escuadrón Volador", se les dio debido a su apoyo a candidatos que, según ellos, defendían los mejores intereses del papado, en lugar de a candidatos apoyados por el monarca secular. Cristina, reina de Suecia, quien había abdicado del trono sueco y se había mudado a Roma antes de convertirse a la Iglesia católica, fue la partidaria secular del grupo y se hizo particularmente cercana a Decio Azzolino.

## Cónclave
Los cardenales retrasaron el cónclave hasta la llegada del embajador de Luis XIV de Francia y los cardenales franceses, lo que demostró la influencia de Francia en el Colegio Cardenalicio en aquel momento. Cuando se inauguró el 21 de diciembre de 1669, cincuenta y cuatro de los setenta miembros del Colegio Cardenalicio estaban presentes, y doce cardenales más llegaron a medida que avanzaba el cónclave. 
Las facciones se dividieron de forma relativamente equitativa entre los cardenales leales a España y Francia, con cada país controlando ocho. La influencia del sobrino de Clemente IX, Jacopo Rospigliosi, en el cónclave fue relativamente débil, ya que Clemente IX solo había creado ocho cardenales, mientras que Flavio Chigi lideró las veinticuatro creaciones de Alejandro VII.
En aquel entonces, el Colegio Cardenalicio no contaba con ningún cardenal que se destacara como claro favorito, y el número de papables era mayor que en la mayoría de los cónclaves. Fuentes contemporáneas mencionan hasta 21 cardenales considerados con posibilidades de ser elegidos papa.
Pietro Vidoni contaba con el apoyo de los miembros del "Escuadrón Aéreo", así como de Cristina de Suecia y su aliado Azzolino. Además, ni Francia ni España se opusieron a él. Francesco Barberini, decano del Colegio Cardenalicio, se opuso a Vidoni porque no se le había preguntado previamente sobre su candidatura.
Charles d'Albert d'Ailly, embajador francés en el cónclave, llegó el 16 de enero de 1670. El 10 de febrero anunció que Luis XIV había vetado al candidato de Chigi al papado, Scipione Pannocchieschi d'Elci. La exclusión causó mucha vergüenza a d'Elci, quien enfermó y falleció rápidamente tras anunciarse el veto francés. Tras la exclusión de d'Elci, hubo confusión entre los cardenales sobre a quién debían elegir, ya que ninguno de los candidatos existentes tenía la posibilidad numérica de ser elegido papa.
Los cardenales intentaron entonces elegir de nuevo a Vidoni, pero Chigi se opuso a él por su enojo con los franceses por haber excluido a d'Elci.Los cardenales españoles también se opusieron a Vidoni, insinuando en cierto momento que [[Mariana de Austria, reina regente de España, había excluido su candidatura.
Los españoles intentaron entonces elegir a Benedetto Odescalchi, pero d'Ailly declaró que nadie podría ser elegido a menos que fuera leal a Luis XIV. Los españoles pronto enviaron un mensaje informando de que sus cardenales tenían libertad para votar por quien quisieran. La carta, entregada por correo, anunciaba que Mariana de Austria no había excluido en realidad a Vidoni ni a ningún miembro del colegio.

## Elección de Clemente X
A finales de abril, todas las facciones, excepto el "Escuadrón Volador", habían desaparecido, y los cardenales habían acordado elegir a Emilio Altieri. El 29 de abril de 1670, Altieri recibió tres votos en el escrutinio de la mañana, que era el mismo número que había recibido consistentemente desde el comienzo del cónclave. En el escrutinio de la tarde, recibió veintiún votos, y poco después fue aclamado papa por otros treinta y cinco cardenales. 
Esto elevó su total final a cincuenta y seis de un total posible de cincuenta y nueve electores. Altieri era anciano y tenía mala salud, y se resistió a su propia elección hasta el punto de que dos cardenales tuvieron que sacarlo a rastras de su habitación para ser aclamado. Su elección tuvo lugar a las 3 p. m., pero se resistió a ser elegido durante una hora. Tomó el nombre de Clemente en honor a Clemente IX, quien lo había creado cardenal. A sus 79 años, Altieri es la persona de mayor edad en ser elegida Papa.